# Taylorsville (Kentucky)
Taylorsville es una ciudad ubicada en el condado de Spencer en el estado estadounidense de Kentucky. En el Censo de 2010 tenía una población de 763 habitantes y una densidad poblacional de 1.030,06 personas por km².

## Geografía
Taylorsville se encuentra ubicada en las coordenadas 38°1′55″N 85°20′42″O / 38.03194, -85.34500. Según la Oficina del Censo de los Estados Unidos, Taylorsville tiene una superficie total de 0.74 km², de la cual 0.74 km² corresponden a tierra firme y (0%) 0 km² es agua.

## Demografía
Según el censo de 2010, había 763 personas residiendo en Taylorsville. La densidad de población era de 1.030,06 hab./km². De los 763 habitantes, Taylorsville estaba compuesto por el 88.86% blancos, el 6.82% eran afroamericanos, el 0.13% eran amerindios, el 0.26% eran asiáticos, el 0% eran isleños del Pacífico, el 1.57% eran de otras razas y el 2.36% pertenecían a dos o más razas. Del total de la población el 3.54% eran hispanos o latinos de cualquier raza.